# Winfried Rosenfelder
Winfried Rosenfelder (* 31. Dezember 1923 in Achern; † 5. November 2009) war ein deutscher parteiloser Politiker.

## Werdegang
Rosenfelder wuchs in Achern auf. Nach dem Kriegsabitur an der Heimschule Lender 1942, erfolgte ein Jahr später Einberufung zum Wehrdienst. Er wurde abkommandiert zur Spionageabwehr in Italien. Nach kurzer Gefangenschaft kehrte er zurück nach Achern. 1946 machte er sein Nachkriegs-Abitur, studierte Jura in Freiburg und eröffnete eine Rechtsanwaltspraxis in Achern.
Von 1963 bis 1991 war er Bürgermeister (ab 1974: Oberbürgermeister) der Großen Kreisstadt Achern. In seine Amtszeit fällt die Eingliederung von acht umliegenden Gemeinden im Rahmen der Gebietsreform. Infrastrukturelle Maßnahmen während seiner Zeit als Bürgermeister waren die Bebauung des Marktplatzes und der Bau einer Tiefgarage, die Sanierung des Stadtkerns, die Neutrassierung der Rheintalstrecke und der Bau der Innenstadtumgehung der Bundesstraße 3.

## Privates
Rosenfelder war verheiratet mit seiner Frau Hedwig und hatte mit ihr drei leibliche Kinder sowie einen Stiefsohn.

## Ehrungen
- 1983: Verdienstkreuz am Bande der Bundesrepublik Deutschland

Benannt nach ihm ist die Winfried-Rosenfelder-Halle in Achern.